# Tortula buchtienii
Tortula buchtienii är en bladmossart som beskrevs av Theodor Carl Karl Julius Herzog 1910. Tortula buchtienii ingår i släktet tussmossor, och familjen Pottiaceae. Inga underarter finns listade i Catalogue of Life.